# Ansatsuken
L'Ansatsuken (暗殺拳? lett. "Pugno assassino") è un'arte marziale fittizia praticata da alcuni personaggi dell'universo videoludico di Street Fighter.
Nato dall'unione di varie tecniche di combattimento orientali come il Karate, il Judo e il Tae Kwon Do, l'Ansatsuken presenta come caratteristica peculiare la libertà con la quale ogni praticante sviluppa le proprie tecniche personali dopo anni di allenamento comuni a tutti i discepoli: benché infatti nasca come tecnica per assassinare, l'Ansatsuken conosce anche varianti meno violente.
L'addestramento inizia fin dall'infanzia e, oltre alla parte fisica, il novizio impara anche ad addestrare il proprio Ki grazie alla meditazione Zen e all'esercizio spirituale.

## Storia
Secondo quanto si apprende da Ryu in Capcom vs. SNK 2, l'Ansatsuken nacque in Giappone durante il periodo feudale e il primo praticante di cui si abbia conoscenza è Goutetsu, il maestro di Akuma e di Gouken.
Questi ultimi svilupparono due diverse scuole dell'Ansatsuken: il primo si dedicò alle tecniche proibite, il "Satsui No Hado" o Hado Oscuro, una forma di energia spirituale che permette di raggiungere un'incredibile potenza sacrificando la propria umanità (motivo per cui Akuma assassinò il suo maestro, colpevole secondo lui di non avergli insegnato le tecniche più pure del proprio stile); il secondo invece fondò un Dojo all'interno del quale praticava e insegnava uno stile meno violento e dedito alla preservazione della propria umanità piuttosto che all'annientamento di essa allo scopo di ricercare il delicato equilibrio tra grazia, velocità e potenza.
Tra gli allievi più celebri di Gouken, secondo la serie canonica dei giochi e il fumetto UDON, compaiono Ryu, Ken e Dan quest'ultimo per un breve periodo.

## Principali caratteristiche
Benché ogni lottatore tenda a dare una propria impronta allo stile, l'Ansatsuken è caratterizzato da alcuni aspetti e regole comuni a tutti i praticanti: l'addestramento, che inizia fin dalla fanciullezza, consiste in un duro esercizio fisico abbinato a un difficile esercizio spirituale al fine di sviluppare non solo il corpo ma anche e soprattutto la mente del guerriero. L'iniziato impara i fondamentali dello stile Shotokan e del Karate ed esercita il proprio Ki fino a controllarlo del tutto. Solo dopo alcuni anni l'iniziato è in grado di padroneggiare completamente la propria energia e di focalizzarla in alcuni punti del corpo per rilasciarla sotto forma di fiamma più o meno intensa.
Sul piano fisico l'Ansatsuken è caratterizzato dall'uso di calci, pugni e prese. Le mosse più peculiari (definite nei giochi "Mosse Speciali") sono:

Schema dell'esecuzione di uno Shoryuken

Il calcio tornado di Ryu in Street Fighter.

- Hadoken (波動拳, lett. "Colpo dell'onda"): una palla di fuoco rilasciata dalle mani dopo aver concentrato il proprio Ki su di esse. Conosce varianti come lo Shakunetsu e il Denjin.
- Shoryuken (昇龍拳, lett. "Pugno del drago crescente"): consiste nel racchiudere tutte le proprie forze in un unico pugno, per rilasciarle in un potente montante, saltando; alcune versioni del colpo lo vedono potenziato da forme di energia spirituale con un effetto grafico simile a fuoco. Il maestro assoluto dello Shoryuken è Ken Masters.
- Tatsumaki Senpukyaku (竜巻旋風脚, lett. "Calcio tornado del drago"): si esegue in aria, cioè con il personaggio che si solleva dal suolo, benché in alcuni giochi sia utilizzabile anche durante i salti, e prevede il movimento rotatorio del corpo con le gambe che formano un angolo retto: in questo modo un piede serve per sferrare i calci rotanti e l'altro come appoggio a terra a tecnica terminata. Durante l'esecuzione della tecnica il personaggio si muove in avanti contro l'avversario o gli avversari. Sia Ken Masters che Ryu sono in grado di utilizzarla, con leggere differenze.

### Mosse avanzate
Le versioni potenziate delle mosse speciali (definite nei giochi come "Super Combo" o "Ultra Combo") sono:
- Shinkuu Hadoken (真空波動拳 lett. "Onda d'urto"): una versione più caricata e potente dell'Hadoken. Conosce una variante ancora più potente il Metsu.
- Metsu Shoryuken (滅・昇龍拳 lett. "Pugno distruttore del drago"): un Shoryuken di incredibile potenza e intensità. È la mossa che regalerà la vittoria a Ryu nel primo Street Fighter contro Sagat.
- Shinkuu Tatsumaki Senpukyaku (真空竜巻旋風脚 lett. "Grande calcio tornado"): una serie di calci rotanti eseguiti sul posto staccati da terra. A partire da Street Fighter IV questa mossa è stata ridotta a EX.

Vi sono ovviamente innumerevoli altre varianti delle mosse tipiche di ogni personaggio.

## Praticanti
I praticanti dello stile secondo la serie canonica sono:
- Ryu: nella sua forma più potente ed essenziale, è un combattente molto bilanciato, forte sia in attacco che in difesa.
- Ken: caratterizzato da una maggior potenza di attacco, maggior eleganza e varietà delle mosse, a discapito di una difesa debole.
- Dan: versione "monca" dell'Ansatsuken a causa dell'addestramento incompleto. Potente ma molto lenta.
- Sean: allievo di Ken. Il suo stile conosce alcune mosse base ma riadattate secondo il proprio stile personale.
- Sakura: allieva di Ryu. Il suo stile conosce tutte le mosse base ma pecca di precisione.
- Akuma: praticante del Satsui no Hado, la versione più violenta dell'Ansatsuken. Le sue mosse sono spesso letali e volte solo all'offesa.
- Gouken: maestro di uno stile molto sofisticato e ricco.

## Satsui no Hado
I guerrieri che abbracciano "l'intento omicida" praticano quasi un altro stile che può essere riassunto nella formula "Satsui No Hado" (殺意の波動, "intento omicida" per l'appunto). Dominato dal Ki oscuro, il guerriero subisce anche una metamorfosi fisica più o meno evidente e il suo stile è caratterizzato da una violenza sfrenata e distruttrice.

### Praticanti l'intento omicida
- Evil Ryu: stile caratterizzato dall'uso frequente dal Hado oscuro, ancora cosciente, prova disprezzo per chiunque.
  - Kagenaru Mono: Alter ego di Ryu generato da una scissione del suo lato oscuro totalmente travolto dal Satsui No Hado.
- True Akuma/Shin Akuma: versione potenziata, più determinata di Akuma, ma con ancora autocontrollo.
  - Kuruoshiki Oni: Alter ego di Akuma totalmente travolto dal Satsui No Hado.

Violent Ken non viene classificato, in quanto alterato dallo Psycho power di M.Bison, non dal Satsui No Hado